# PRO PLZEŇ
PRO PLZEŇ (zkratka PRO PLZEŇ) je české politické hnutí oficiálně zaregistrované 10. dubna 2014 jako Občané pro Lochotín (název užívaný v letech 2014 až 2019). Hnutí působí zejména v Plzni a v Plzeňském kraji.

## Vedení hnutí
Předsedou hnutí je Radek Mráz. Řadovými místopředsedy jsou Michael Sinkule, Tomáš Kotora a Petr Maule. Členy představenstva jsou dále Jiří Uhlík a Roman Andrlík.

## Účast ve volbách

### Komunální volby 2014
Ve volbách do zastupitelstev obcí v roce 2014 hnutí OPL (zkratka užívaná v letech 2014 až 2019) kandidovalo do Zastupitelstva MO Plzeň 1. Hnutí získalo 5,75 % hlasů a 2 mandáty v 27členném zastupitelstvu.

### Komunální volby 2018
Ve volbách do zastupitelstev obcí v roce 2018 hnutí OPL kandidovalo do Zastupitelstva města Plzeň a do Zastupitelstva MO Plzeň 1, v obou případech v koalici s názvem „PRO PLZEŇ“ (tj. PRO Zdraví, OPL a nezávislí kandidáti). V Plzni koalice získala 4,79 % hlasů, a nezískala tak žádný mandát. V MO Plzeň 1 koalice „PRO PLZEŇ“ obdržela 7,88 % hlasů a 2 mandáty v 27členném zastupitelstvu.

### Krajské volby 2020
Ve volbách do zastupitelstev krajů v roce 2020 hnutí kandidovalo do Zastupitelstva Plzeňského kraje v rámci koalice „STAROSTOVÉ (STAN) s JOSEFEM BERNARDEM a podporou Zelených, PRO Plzeň a Idealistů“. Koalice obdržela 14,9 % hlasů a hnutí PRO PLZEŇ získalo 2 krajské zastupitele.

### Komunální volby 2022
Ve volbách do zastupitelstev obcí v roce 2022 hnutí PRO PLZEŇ získalo 9,81 % hlasů a 5 mandátů v 47členném Zastupitelstvu města Plzeň. Radním pro oblast bezpečnosti a prevence kriminality byl na zasedání zastupitelstva Plzně zvolen Tomáš Kotora, radním pro oblast podpory sportu, mládeže a tělovýchovy byl zastupitelstvem zvolen Tomáš Morávek.
Ve volbách do Zastupitelstva MO Plzeň 1 hnutí získalo 11,03 % hlasů a 3 mandáty v 27členném zastupitelstvu. Na ustavujícím zasedání Zastupitelstva MO Plzeň 1 byl do funkce 2. místostarosty zvolen člen představenstva hnutí Jiří Uhlík.
Ve volbách do Zastupitelstva MO Plzeň 2-Slovany hnutí obdrželo 13,01 % hlasů a 4 mandáty v 27členném zastupitelstvu. Na ustavujícím zasedání Zastupitelstva MO Plzeň 2-Slovany byl do funkce místostarosty zvolen člen představenstva hnutí Roman Andrlík.
Ve volbách do Zastupitelstva MO Plzeň 3 hnutí získalo 13,16 % hlasů a 5 mandátů v 33členném zastupitelstvu.
Ve volbách do Zastupitelstva MO Plzeň 4 hnutí obdrželo 8,47 % hlasů a 2 mandáty v 25členném zastupitelstvu.
Ve volbách do Zastupitelstva MO Plzeň 6-Litice hnutí obdrželo 6,86 % hlasů, což však nestačilo k zisku mandátu.
Ve volbách do Zastupitelstva MO Plzeň 9-Malesice hnutí obdrželo 7,87 % hlasů, což však nestačilo k zisku mandátu.
Ve volbách do Zastupitelstva MO Plzeň 10-Lhota hnutí získalo 22,56 % hlasů a 2 mandáty v 9členném zastupitelstvu.

### Senátní volby 2022
Ve volbách do Senátu PČR v roce 2022 kandidoval z pozice člena ADS za hnutí PRO PLZEŇ v obvodu č. 7 – Plzeň-město farmář Pavel Šrámek. Se ziskem 10,61 % hlasů se umístil na 5. místě, a do druhého kola voleb tak nepostoupil.

### Krajské volby 2024
Ve volbách do zastupitelstev krajů v roce 2024 kandidovalo hnutí do Zastupitelstva Plzeňského kraje v rámci koalice „PRO NÁŠ KRAJ – PRO PLZEŇ a KDU-ČSL s podporou Svobodných, agrárníků, starostů a sportovců“.

### Senátní volby 2024
Ve volbách do Senátu PČR v roce 2024 kandidovali za koalici „PRO PLZEŇ, KDU-ČSL, ADS“ starosta Rokycan Tomáš Rada v obvodu č. 8 – Rokycany a starosta Domažlic Stanislav Antoš v obvodu č. 11 – Domažlice.